# Gemmula ambara
Gemmula ambara là một loài ốc biển, là động vật thân mềm chân bụng sống ở biển trong họ Turridae.